# Mistrzostwa Europy w Rugby 7 Mężczyzn 2015
Mistrzostwa Europy w Rugby 7 Mężczyzn 2015 – czternaste mistrzostwa Europy w rugby 7 mężczyzn, oficjalne międzynarodowe zawody rugby 7 o randze mistrzostw kontynentu organizowane przez Rugby Europe mające na celu wyłonienie najlepszej męskiej reprezentacji narodowej w tej dyscyplinie sportu w Europie. Zostały rozegrane w formie siedmiu turniejów w trzech hierarchicznie ułożonych dywizjach w okresie od 6 czerwca do 12 lipca 2015 roku. W walce o tytuł mistrzowski brało udział dwanaście zespołów, pozostałe europejskie drużyny, które przystąpiły do rozgrywek, występowały w niższych dywizjach, pomiędzy wszystkimi trzema istniał system awansów i spadków. Zawody służyły również jako kwalifikacja do turnieju rugby 7 na Letnich Igrzyskach Olimpijskich 2016.
We wszystkich trzech turniejach zwyciężyła Francja, która tym samym zdobyła tytuł mistrza Europy oraz bezpośredni awans na igrzyska olimpijskie, pozostałe miejsca na podium zajęli Hiszpanie i Anglicy. Relegowana została najsłabsza w gronie elity Rumunia.

## Informacje ogólne
Mistrzostwa zostały rozegrane w formie siedmiu turniejów – trzech w GPS oraz czterech w niższych dywizjach.
Mistrzem Europy zostawała drużyna, która po rozegraniu trzech turniejów w czerwcu i lipcu – w Moskwie, Lyonie i Exeter – zgromadziła najwięcej punktów, które były przyznawane za zajmowane w nich miejsca:
| Miejsce | Punkty |
| ------- | ------ |
| 1       | 20     |
| 2       | 18     |
| 3       | 16     |
| 4       | 14     |
| 5       | 12     |
| 6       | 10     |
| 7       | 8      |
| 8       | 6      |
| 9       | 4      |
| 10      | 3      |
| 11      | 2      |
| 12      | 1      |

W przypadku tej samej liczby punktów ich lokaty były ustalane kolejno na podstawie:
1. lepszego bilansu punktów zdobytych i straconych;
2. większej liczby zdobytych przyłożeń;
3. pozycji w ostatnim turnieju.

Reprezentacje w każdym z turniejów zostały podzielone na trzy czterozespołowe grupy rywalizujące w pierwszej fazie w ramach grup systemem kołowym, po czym nastąpiła faza pucharowa – czołowa ósemka awansowała do półfinałów, a pozostałe walczyły o Bowl. W fazie grupowej spotkania toczone były bez ewentualnej dogrywki, za zwycięstwo, remis i porażkę przysługiwały odpowiednio trzy, dwa i jeden punkt, brak punktów natomiast za nieprzystąpienie do meczu. W przypadku remisu w fazie pucharowej organizowana była dogrywka składająca się z dwóch pięciominutowych części, z uwzględnieniem reguły nagłej śmierci.
W związku z wycofaniem się kilku zespołów zakładana obsada turniejów uległa zmianie. Przystępujące do turnieju reprezentacje mogły liczyć maksymalnie dwunastu zawodników. Rozstawienie w każdych zawodach następowało na podstawie wyników poprzedniego turnieju, a w przypadku pierwszych zawodów – na podstawie rankingu z poprzedniego roku.
Pomiędzy dywizjami istniał system awansów i spadków – po zakończonym sezonie najsłabsza reprezentacja z Grand Prix Series oraz dwie z Dywizji A i B zostały relegowane do niższych klas rozgrywkowych, a ich miejsce zajęli zwycięzcy zawodów Dywizji A oraz po dwie czołowe z Dywizji B i C.
Najlepsza reprezentacja tego sezonu, spośród tych, które dotąd nie uzyskały awansu, otrzymała bezpośrednią kwalifikację do olimpijskiego turnieju. Kolejna otrzymała prawo występu w światowym turnieju kwalifikacyjnym, a o kolejne trzy miejsca w tych zawodach miały walczyć w repasażach pozostałe drużyny Grand Prix Series, czołowe zespoły Dywizji A oraz zwycięzca Dywizji B.

## Turnieje

### Moskwa (6-7 czerwca)
| Miejsce | Reprezentacja |
| ------- | ------------- |
| 1       | Francja       |
| 2       | Rosja         |
| 3       | Hiszpania     |
| 4       | Anglia        |
| 5       | Portugalia    |
| 6       | Niemcy        |
| 7       | Walia         |
| 8       | Litwa         |
| 9       | Gruzja        |
| 10      | Belgia        |
| 11      | Włochy        |
| 12      | Rumunia       |

|  |                 |           |           |                   |    |         |         |       |
|  | Półfinały       | Półfinały | Półfinały |                   |    | Finał   | Finał   | Finał |
|  | Półfinały       | Półfinały | Półfinały |                   |    | Finał   | Finał   | Finał |
|  | 07 czerwca 2015 |           |           |                   |    |         |         |       |
|  |                 |           |           |                   |    |         |         |       |
|  | Francja         | Francja   | 22        |                   |    |         |         |       |
|  | Francja         | Francja   | 22        | 07 czerwca 2015   |    |         |         |       |
|  | Anglia          | Anglia    | 0         |                   |    |         |         |       |
|  | Anglia          | Anglia    | 0         |                   |    | Francja | Francja | 40    |
|  | 07 czerwca 2015 |           |           |                   |    | Francja | Francja | 40    |
|  |                 |           | Rosja     | Rosja             | 17 |         |         |       |
|  | Hiszpania       | Hiszpania | Rosja     | Rosja             | 17 | 12      |         |       |
|  | Hiszpania       | Hiszpania |           |                   |    |         |         |       |
|  | Rosja           | Rosja     | 19        |                   |    |         |         |       |
|  | Rosja           | Rosja     | 19        | Mecz o 3. miejsce |    |         |         |       |
|  |                 |           |           |                   |    |         |         |       |
|  | 07 czerwca 2015 |           |           |                   |    |         |         |       |
|  |                 |           |           |                   |    |         |         |       |
|  | Anglia          | Anglia    | 7         |                   |    |         |         |       |
|  | Anglia          | Anglia    | 7         |                   |    |         |         |       |
|  | Hiszpania       | Hiszpania | 19        |                   |    |         |         |       |
|  | Hiszpania       | Hiszpania | 19        |                   |    |         |         |       |

### Lyon (13-14 czerwca)
| Miejsce | Reprezentacja |
| ------- | ------------- |
| 1       | Francja       |
| 2       | Hiszpania     |
| 3       | Belgia        |
| 4       | Niemcy        |
| 5       | Anglia        |
| 6       | Rosja         |
| 7       | Portugalia    |
| 8       | Włochy        |
| 9       | Gruzja        |
| 10      | Litwa         |
| 11      | Walia         |
| 12      | Rumunia       |

|  |                 |           |           |                   |   |         |         |       |
|  | Półfinały       | Półfinały | Półfinały |                   |   | Finał   | Finał   | Finał |
|  | Półfinały       | Półfinały | Półfinały |                   |   | Finał   | Finał   | Finał |
|  | 14 czerwca 2015 |           |           |                   |   |         |         |       |
|  |                 |           |           |                   |   |         |         |       |
|  | Francja         | Francja   | 28        |                   |   |         |         |       |
|  | Francja         | Francja   | 28        | 14 czerwca 2015   |   |         |         |       |
|  | Niemcy          | Niemcy    | 14        |                   |   |         |         |       |
|  | Niemcy          | Niemcy    | 14        |                   |   | Francja | Francja | 20    |
|  | 14 czerwca 2015 |           |           |                   |   | Francja | Francja | 20    |
|  |                 |           | Hiszpania | Hiszpania         | 7 |         |         |       |
|  | Hiszpania       | Hiszpania | Hiszpania | Hiszpania         | 7 | 24      |         |       |
|  | Hiszpania       | Hiszpania |           |                   |   |         |         |       |
|  | Belgia          | Belgia    | 5         |                   |   |         |         |       |
|  | Belgia          | Belgia    | 5         | Mecz o 3. miejsce |   |         |         |       |
|  |                 |           |           |                   |   |         |         |       |
|  | 14 czerwca 2015 |           |           |                   |   |         |         |       |
|  |                 |           |           |                   |   |         |         |       |
|  | Niemcy          | Niemcy    | 21        |                   |   |         |         |       |
|  | Niemcy          | Niemcy    | 21        |                   |   |         |         |       |
|  | Belgia          | Belgia    | 26        |                   |   |         |         |       |
|  | Belgia          | Belgia    | 26        |                   |   |         |         |       |

### Exeter (11-12 lipca)
| Miejsce | Reprezentacja |
| ------- | ------------- |
| 1       | Francja       |
| 2       | Anglia        |
| 3       | Hiszpania     |
| 4       | Niemcy        |
| 5       | Walia         |
| 6       | Rosja         |
| 7       | Litwa         |
| 8       | Gruzja        |
| 9       | Portugalia    |
| 10      | Włochy        |
| 11      | Rumunia       |
| 12      | Belgia        |

|  |               |           |           |                   |   |         |         |       |
|  | Półfinały     | Półfinały | Półfinały |                   |   | Finał   | Finał   | Finał |
|  | Półfinały     | Półfinały | Półfinały |                   |   | Finał   | Finał   | Finał |
|  | 12 lipca 2015 |           |           |                   |   |         |         |       |
|  |               |           |           |                   |   |         |         |       |
|  | Francja       | Francja   | 24        |                   |   |         |         |       |
|  | Francja       | Francja   | 24        | 12 lipca 2015     |   |         |         |       |
|  | Niemcy        | Niemcy    | 5         |                   |   |         |         |       |
|  | Niemcy        | Niemcy    | 5         |                   |   | Francja | Francja | 14    |
|  | 12 lipca 2015 |           |           |                   |   | Francja | Francja | 14    |
|  |               |           | Anglia    | Anglia            | 5 |         |         |       |
|  | Anglia        | Anglia    | Anglia    | Anglia            | 5 | 19      |         |       |
|  | Anglia        | Anglia    |           |                   |   |         |         |       |
|  | Hiszpania     | Hiszpania | 0         |                   |   |         |         |       |
|  | Hiszpania     | Hiszpania | 0         | Mecz o 3. miejsce |   |         |         |       |
|  |               |           |           |                   |   |         |         |       |
|  | 12 lipca 2015 |           |           |                   |   |         |         |       |
|  |               |           |           |                   |   |         |         |       |
|  | Niemcy        | Niemcy    | 0         |                   |   |         |         |       |
|  | Niemcy        | Niemcy    | 0         |                   |   |         |         |       |
|  | Hiszpania     | Hiszpania | 17        |                   |   |         |         |       |
|  | Hiszpania     | Hiszpania | 17        |                   |   |         |         |       |